# 帕塔帕儂寺
帕塔帕儂寺，或稱拍儂佛塔:109-110，是一座位於泰国東北部那空帕儂府塔帕農縣的佛寺。根據傳說，寺廟中供奉佛陀的胸骨，因此成為該地區最重要的上座部佛教寺廟之一。每年有為期一週的慶典，吸引成千上萬的信眾前往參拜。
依據泰國佛教習俗，帕塔帕儂寺是猴年出生的人的熱門朝聖目的地。寺廟裡有許多描繪傳統泰國諺語的畫作。

## 歷史沿革
帕塔帕儂寺始建於16世紀，由澜沧王国的波迪薩拉國王建造。然而，根據傳說，此寺廟最早在佛陀去世後幾年，由孟族人建立的王國所建造，當時國王為古圖普拉:328:6-7。
據說佛塔建於10世紀，高度約8（26英尺）。17世紀末，佛塔修整後高度提高至47（154英尺）。1975年8月11日，佛塔因連續數日的大雨和強風而倒塌，泰國政府與公眾募集資金重建，於 1979年3月23日完工。
1940年銮披汶·颂堪擔任泰國總理時，推行泰國每一個府均有代表的圖章，帕塔帕儂寺為那空拍儂府信仰中心，有悠久的歷史，便選定該寺廟的佛塔作為該省的代表圖章。

## 圖集

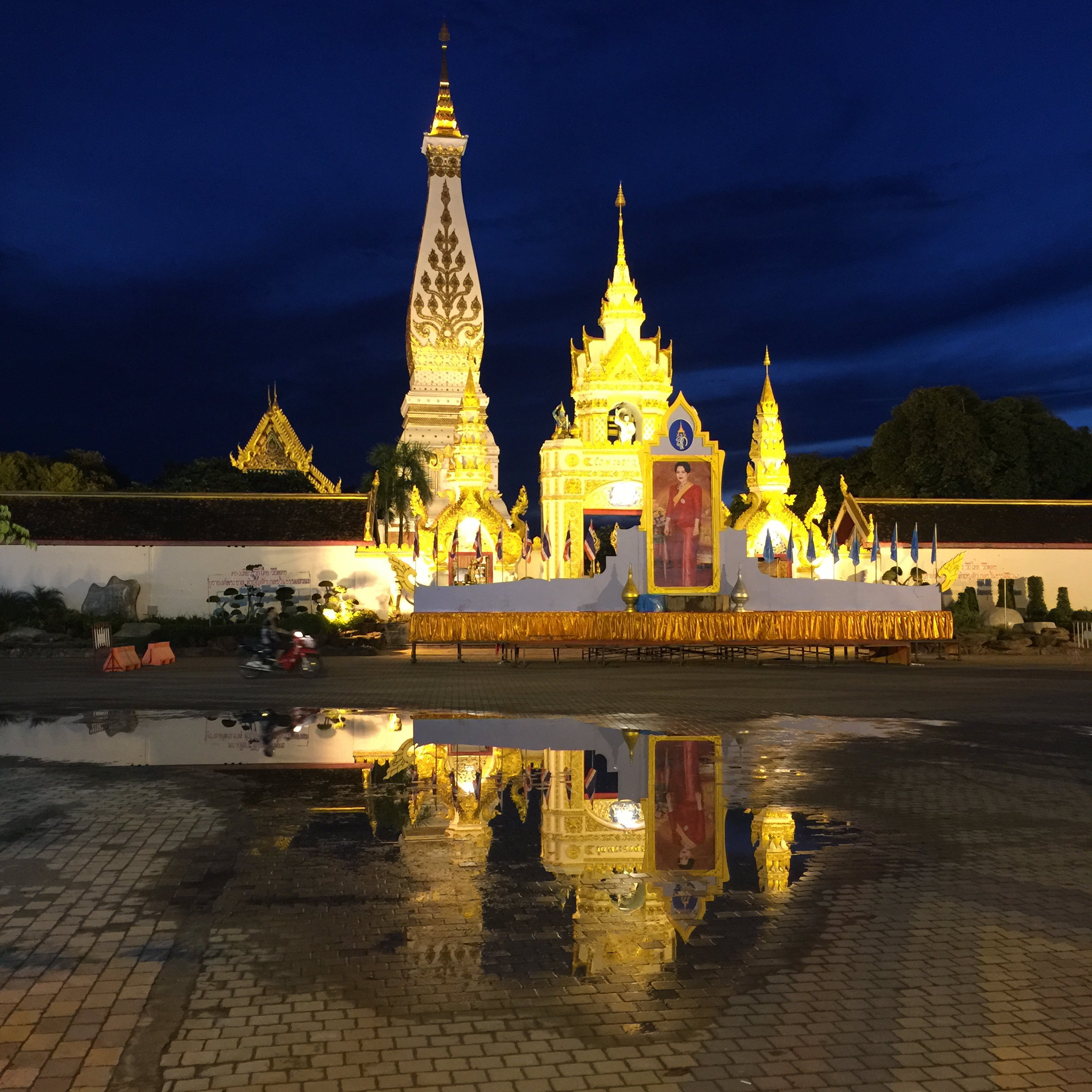
帕塔帕儂寺夜景
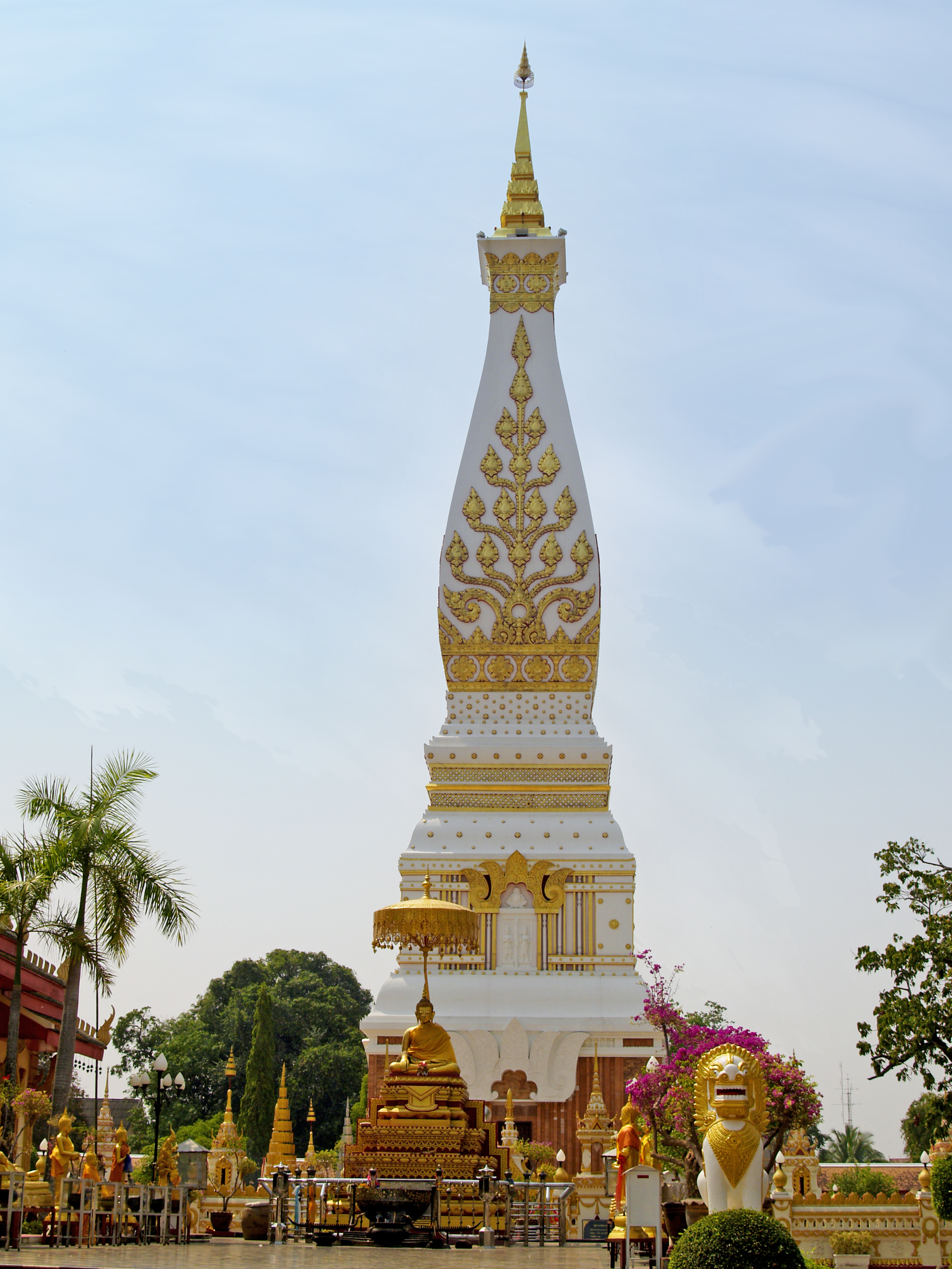
帕塔帕儂寺的佛塔
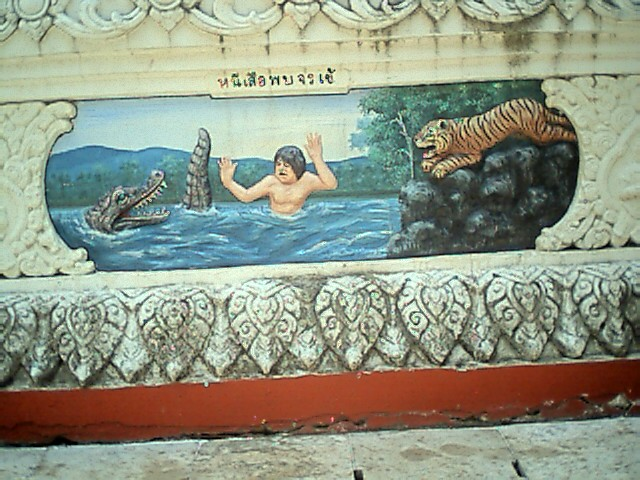
廟裡描繪諺語的畫作「逃出虎口卻遇到鱷魚」
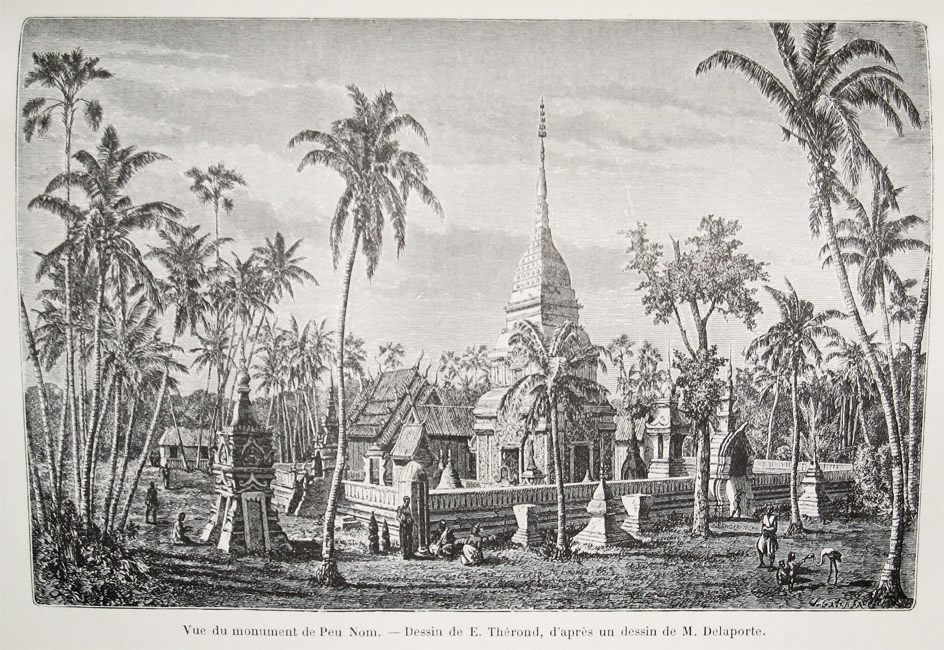
由路易斯·德拉波特（法语：Louis Delaporte）繪製的帕塔帕儂寺，創作於1870－1875年